# Feketedoboz (közlekedés)

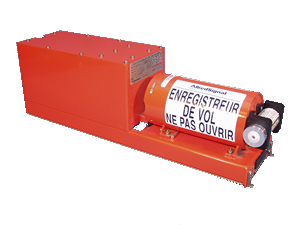
Egy korai feketedoboz-változat

A feketedoboz az elsősorban repülőgépeken használatos adatrögzítő berendezés köztudatban elterjedt megnevezése. Újabban hajókon és vonatokon is alkalmazzák.
Az eszköz külső anyaga erős, tűzálló és többrétegű azért, hogy igen durva behatásoknak is ellenálljon és megvédje a benne levő berendezéseket. Katasztrófa esetén a rögzített adatok alapján pontosan vizsgálhatók a baleset körülményei és lehetséges okai. A repülőszakmai hivatalos neve FDR azaz flight data recorder (repülési adatrögzítő). Régebben az FDR-rel párhuzamosan külön eszközként szerepelt a CVR vagyis a cockpit voice recorder (pilótafülke-hangrögzítő) is, de mára ez a két eszköz egyetlen adatrögzítő egységgé vált, amely egyaránt képes folyamatosan rögzíteni a pilótafülkében elhangzottakat, valamint számos műszer és érzékelő adatait, például a magasságot, sebességet, a kormánymozdulatokat, a hajtóművek és egyéb rendszerek állapotát.
A gyakorlatban az eszköz sohasem fekete, hanem feltűnő narancssárga vagy piros festést kap a könnyebb megtalálhatóság érdekében. A „feketedoboz” kifejezés a fizikában és elektronikában elterjedt megnevezése annak, aminek csak a be- és kimeneteit ismerjük, a belső felépítését nem (vagy az adott esetben az nem lényeges). Ebben az esetben is a lényeg azokon a bemenő adatokon van, amiket a berendezés rögzít, nem a belső mechanizmuson.

## Története

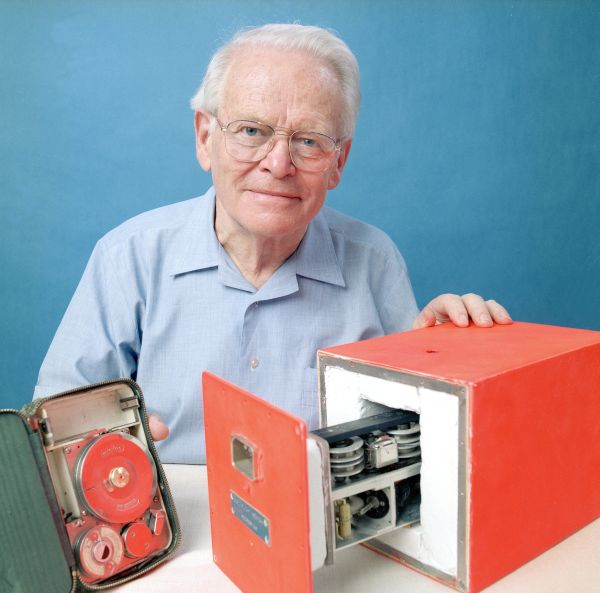
David Warren a feketedoboz prototípusával

Az első prototípust 1957-ben David Warren, az Ausztrál Repüléstani Kutatóintézet munkatársa tervezte és építette. A tervezést az a szomorú tény motiválta, hogy 1953-ban és ’54-ben egy sor súlyos katasztrófa érte az akkoriban népszerű De Havilland DH106 Comet típusú repülőgépeket, illetve a vizsgálatok befejezéséig a földre kényszerült az összes még működő példány is. David Warren eredeti szakmáját tekintve kémikus volt, konkrétan a repülőgép-üzemanyagok és a balesetek összefüggéseinek kérdéskörével foglalkozott. Mivel több esetben sem szemtanú, sem túlélő nem volt, kézenfekvő volt az igény egy repülési adatrögzítő berendezésre. Elmélete szerint az eltárolt adatok alapján megelőző intézkedéseket lehetne hozni a további hasonló balesetek elkerülése érdekében. Az ötlet annyira hasznosnak bizonyult, hogy azóta is minden üzleti (utasszállító, cargo) repülőgép alapfelszereléséhez adatrögzítő is tartozik. Sajnos a feketedoboz esetében sem maradtak el a szokásos kezdeti nehézségek, mivel eleinte általános érdektelenség fogadta az amúgy nagyszerű találmányt. Az 1957-ben bemutatott eszköz az „ARL Flight Memory Unit” nevet viselte. A nemzetközi érdeklődés akkor lendült fel, amikor az Angliai Légügyi Testület titkára, Sir Robert Hardingham látogatást tett az ARL-nél (Aeronautical Research Laboratories – Repüléstani Kutatóintézet) ahol találkozott Warrennel. Az intézet munkatársaként Warren azt a feladatot kapta, hogy mérnöktársai (Lane Sear, Wally Boswell és Ken Fraser) segítségével dolgozzanak ki és építsenek meg egy gyakorlatban is használható adatrögzítő eszközt. A közös munka gyümölcseként megszületett egy tűz- és ütésálló dobozba szerkesztett rendszer, amely alkalmas volt a fedélzeti műszerek értékeinek és a pilótafülkében elhangzottaknak egyidejű rögzítésére, mindezt egyetlen kábelen. Az adatokat földi dekódoló-berendezéssel lehetett a későbbiekben visszanyerni. Az ARL rendszerét később „Vörös Tojás”-ként emlegették, és az első általános adatrögzítő volt az üzleti repülésben. A gyártást egy angliai cég, az „S.Davall & Son” végezte. Nevét az alakjáról és feltűnő piros festéséről kapta. A feketedoboz kifejezés egy összejövetel alkalmával hangzott el először, amikor is egy lelkes újságíró úgy nyilatkozott Warrennek, hogy „This is a wonderful black box.” Az adatrögzítést egy akkori EMI Minifon típusú felvevő végezte, amit egy szorosan lezárt perspex (átlátszó műanyag) dobozba csomagoltak. Ezt burkolták tovább a tűz- és ütésálló rétegekkel, és így alakult ki az eszköz végleges formája.

## Felépítése

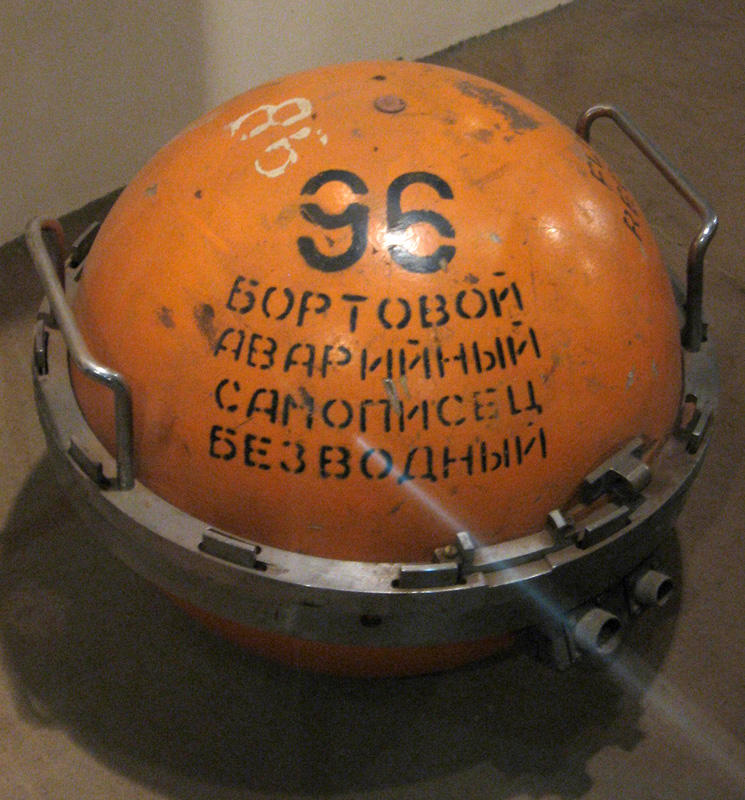
A Tu-22M3-as feketedoboza

A feketedobozok mai formáját és felépítését egy európai szervezet, az European Organisation for Civil Aviation Equipment határozza meg, az általuk kiadott EUROCAE ED-112 számú szabályzatban. Ez a dokumentum határozza meg azokat a minimális feltételeket, amelyeket egy fedélzeti adatrögzítő egységnek teljesítenie kell. Az Amerikai Egyesült Államokban illetékes FAA (Federal Aviation Administration) szintén ugyanezeket az irányelveket követi, mindemellett még sok más ország illetékes repülésügyi hivatala is elfogadta. Ezek szerint a szabályzatnak megfelelő feketedoboznak el kell tudnia viselni 3400 g (33 km/s²) gyorsulást 6,5 ms ideig. Ez az erőhatás megfelel egy 270 csomóval (486 km/h) érkező és kb. 5 méter alatt nullára megálló lassulásnak. Ezek mellett meghatározott még a tűzállóság mértéke alacsony és magas égés-hőmérsékletű közegben, vízállóság nagynyomású közegben (tengerfenék), és egyéb folyadékok hatásainak elviselése is. A modern felépítésű feketedoboz a korszerű repülőgépek fedélzeti adatbuszához csatlakozik, és minden fontos adatot rögzít. Manapság már ide értendő a kormányok és kapcsolók helyzete, és a részletes hajtómű- és üzemanyagrendszer-adatok is, természetesen tizedmásodperc pontos időbélyeggel megjelölve. 2002-ig csak minimum 29 paraméter rögzítése volt kötelező, de ezt követően már 88 rendszerjellemzőt kellett előírásszerűen tárolni, ám ettől fölfelé el szabad térni, így van olyan rendszer is, amely igen részletes adathalmazt képes tárolni sok-sok paraméter egyidejű figyelésével. Általánosan kb. negyedmásodpercenként történik egy rögzítési ciklus, de a rendszer gyorsabb mintavételre is képes, amennyiben azt az adatok változásának mértéke megkívánja. A legtöbb feketedoboz 25 órányi adatot képes rögzíteni folyamatos módon, tehát 25 óra után a legkorábbi adatok felülíródnak az újabbakkal. Ez a képesség egy új felhasználási módot is megteremtett, hiszen nemcsak katasztrófa esetén használhatók az adatok, hanem a repülések után végzett elemzéssel hosszú távon gazdaságosabbá tehető egy adott gép üzemeltetése, illetve fény derülhet a személyzet hibáira is, amely esetleg súlyosabb esetben akár katasztrófához is vezethetett volna. A feketedobozt a gép farokrészében szokás elhelyezni, mivel zuhanás esetén így az egész géptest mint törési zóna tompítja az ütközés erejét. Emellett a korszerű feketedoboz rendkívül erős külső borítást kap, többnyire titánból. Sajnos még így is megeshet, hogy az adatrögzítő darabokra szakad egy baleset során vagy nem találják meg az óceán fenekén. A könnyebb megtalálhatóságot segítendő, az újabb típusok rádiójel sugárzásával vagy vízalatti szonárjelekkel hívják fel magukra a figyelmet. Létezik egy olyan megoldás is, amikor a feketedobozt úgy rögzítik a repülőgépben, hogy egy esetleges zuhanás esetén a saját tehetetlenségénél fogva kiszakadjon a gépből és messzebbre repülve adja le a mozgási energiáját.

## Jövője

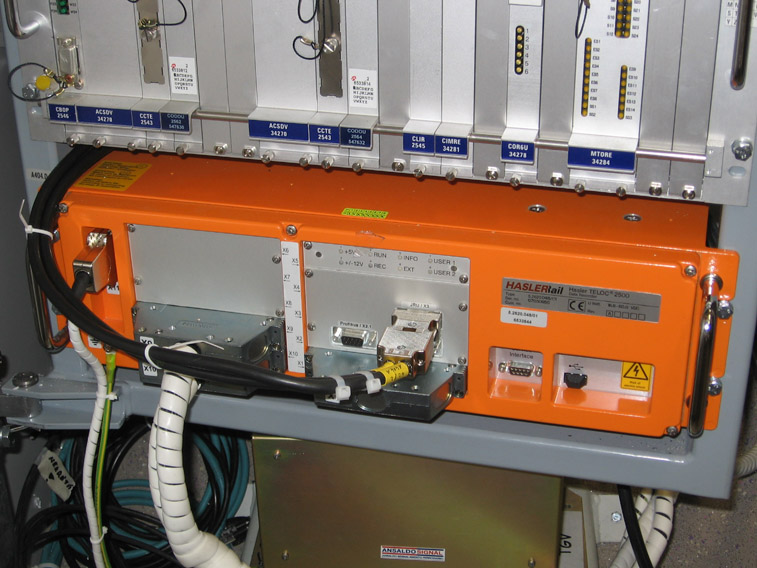
Feketedoboz egy vonaton

Egy-egy légi baleset bekövetkeztekor szinte mindig probléma az adatrögzítő berendezés felkutatása. Sokszor hegyméretű roncshalmaz alól kell kibányászni, esetleg az óceán fenekén kutatni utána. Gyakran előfordul, hogy – a masszív felépítés ellenére – a balesetkor elszenvedett sérülések miatt egyes adatok hiányoznak stb. Mindez szükségessé tette napjainkra a fedélzeti adatrögzítés gyakorlatának a teljes újragondolását. A 21. század elején már olyan technikai lehetőségek állnak rendelkezésre, amelyek a feketedoboz ötletének születésekor még nagyon kezdetleges stádiumban voltak. Technikailag megvalósítható lenne a folyamatos adatkapcsolat műholdakon keresztül egy földi adatrögzítő központtal, ahol biztonságosan és megbízhatóan online rögzíthetők lennének az érkező adatok. A számítástechnikában már jól bevált adattömörítési és magas fokú redundanciát biztosító eljárásoknak köszönhetően a sok száz adat folyamatos rögzítéséhez sem kell túl nagy sávszélesség, illetve a kódolt és tömörített adatfolyamban esetlegesen előforduló hibák kiküszöbölése automatikussá tehető. Egy ilyen rendszerre való áttérés hatalmas anyagi ráfordítással jár, hiszen azt megtervezni, kiépíteni és világviszonylatban szabványossá tenni igen nagy feladat. Mégis, ez a jövő, mivel a nagy repülőgépgyártók, vagy akár egy jónevű légitársaság sem engedheti meg magának, hogy az esetleg előforduló balesetek adatainak elemzéséből ne próbálnák meg a jövőben még biztonságosabbá tenni a légi közlekedést. Várható tehát, hogy a mai formájában létező fedélzeti adatrögzítő berendezéseket felváltják majd a vezetéknélküli adatátvitelt biztosító újabb megoldások.